# Lower Barrakka Gardens
I Lower Barakka Gardens (Il-Barrakka t'Isfel) sono dei giardini che si trovano a La Valletta sull'isola di Malta che, insieme con gli Upper Barrakka Gardens, offrono una vista panoramica sul Porto Grande e sulle Tre Città.
Dai giardini si ha una bella vista del Porto Grande e della diga foranea e al loro interno si trova il monumento ad Alexander Ball, la cui facciata ha la forma di un tempio neoclassico. Inoltre nella terrazza si trovano una serie di targhe commemorative dedicate, tra l'altro, alla rivoluzione ungherese del 1956, alla primavera di Praga, a Giuseppe Garibaldi e al 50º anniversario dell'Unione europea.